# Ardesio
Ardesio är en ort och kommun i provinsen Bergamo i regionen Lombardiet i Italien. Kommunen hade 3 458 invånare (2018).